# 英格兰宗教改革

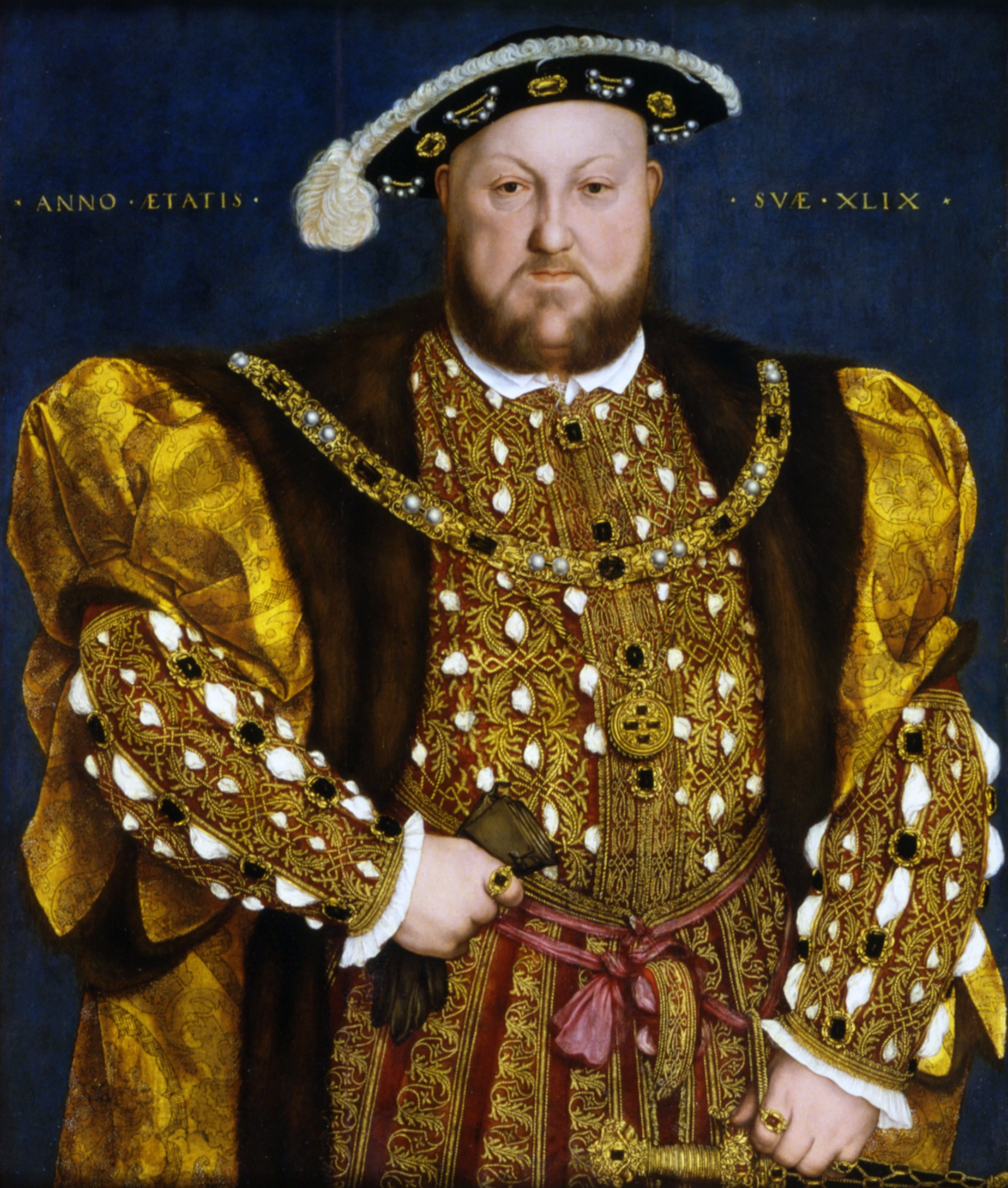
亨利八世

英格兰宗教改革是16世纪至17世纪欧洲宗教改革的一部分，以1534年《最高權威法令》的颁布为开始的标志，英格兰教会脱离了天主教会。不同于马丁·路德与约翰·加尔文的宗教改革，英格兰宗教改革是由英國王室发动的，它的直接导火索是因為教廷不同意亨利八世的離婚，而憤怒的亨利因此脫離教廷，宣布獨立，因此，英格兰宗教改革相比于欧洲大陆的宗教改革普遍被认为不够彻底。但是，这场运动作为宗教改革运动的一环，仍然大大地影响了英国和全世界。

## 背景
英格兰在玫瑰战争之后，在都铎王朝的统治之下，建立了中央集权的君主專制体制。很多英格兰民众信仰天主教，但是马丁·路德德意志宗教改革的理念，也传播到了英格兰。民众对于天主教会的支配以及天主教会的大量财产控制不满，并产生了批判的意识。英国宗教改革直接原因虽然是君主制下英国王室和天主教会政治以及经济的冲突，但是在国内仍然有很多支持者。

## 亨利八世在位时期

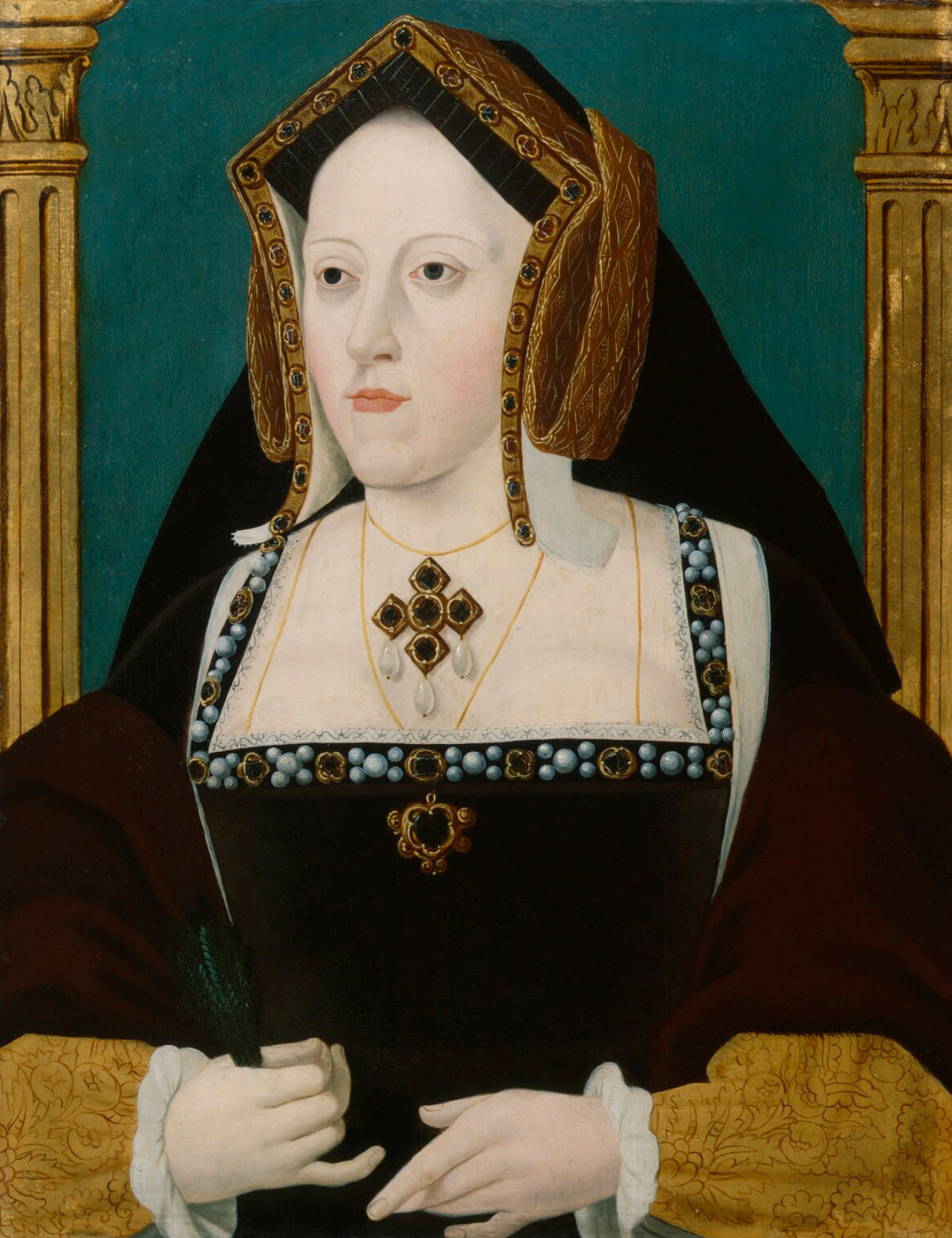
亨利八世第一任妻子凯瑟琳

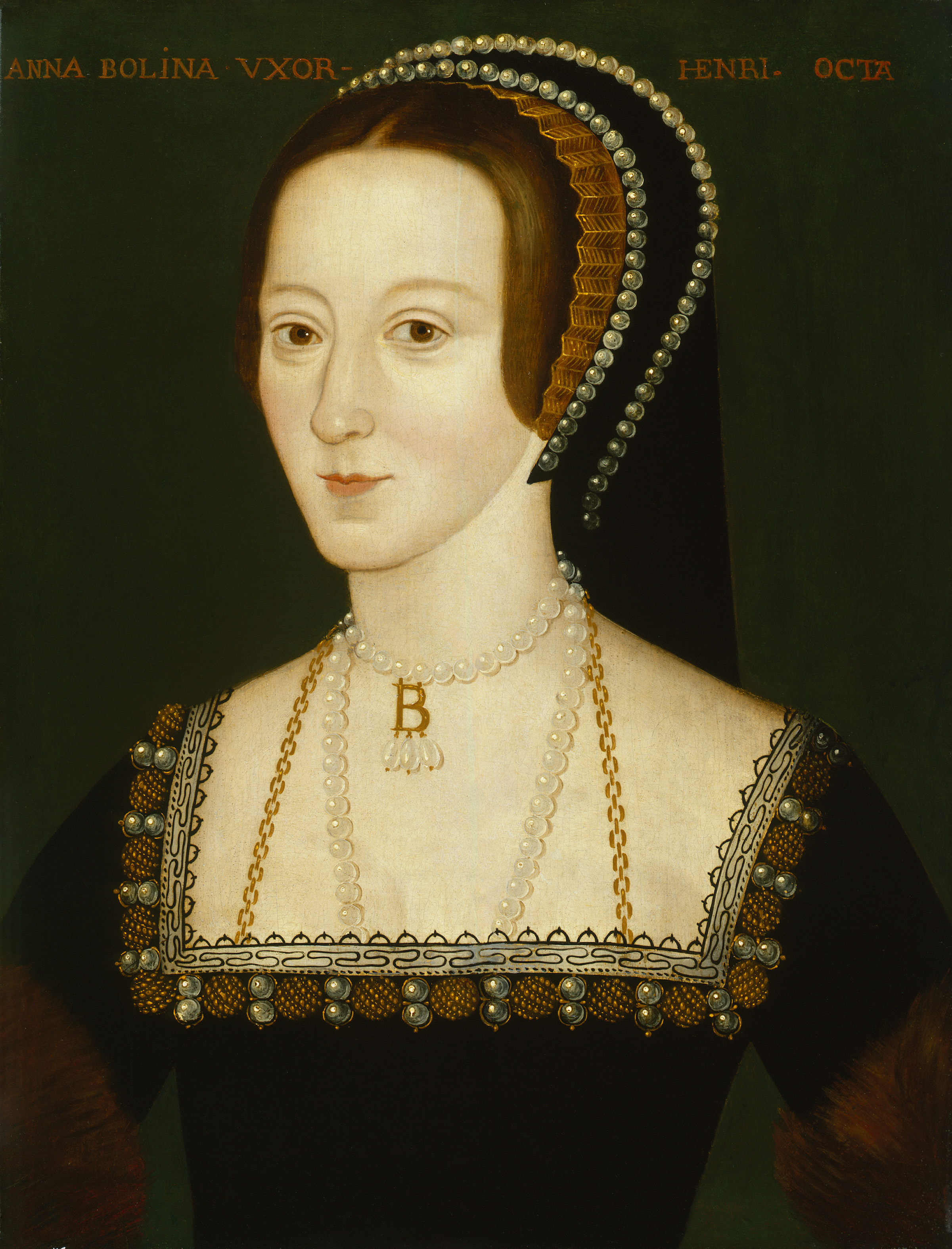
亨利八世第二任妻子安·波林

亨利八世原本非常忠实于传统天主教信仰，被教宗良十世称为“信仰的拥护者”。在哥哥威爾士親王亚瑟死后，与亚瑟的妻子，西班牙阿拉贡王国的阿拉贡的凯瑟琳结婚。但是，由于凯瑟琳长时间只育有一位女儿，他认定凯瑟琳不能为他生下兒子，并且与女副官安·波林发生了婚外情。亨利八世向聖座提出與凯瑟琳离婚的要求，但是由于凯瑟琳的外甥查理五世為西班牙国王和神圣罗马帝国皇帝，教宗不敢得罪，权衡之下没有同意。
亨利八世寻求用别的方法解决這場婚姻鬧劇，在时任剑桥大学教授的托马斯·克兰麦的建议之下，让克兰麦出任坎特伯雷大主教，并与安·波林秘密结婚。任坎特伯雷大主教的克兰麦宣布亨利八世与凯瑟琳的婚姻无效，这样使得亨利八世和安·波林的婚姻合法化。教宗克勉七世把亨利八世處以絕罰，而英国国会则通过了《最高權威法令》，宣布英国国王是“英国国教会唯一的最高的首长”，从此英格兰的教会与罗马教会脱离关系，英国国教会成立。
因《乌托邦》一书而出名的托马斯·莫尔因为反对《至尊法案》而在1535年处死。亨利八世还迫害了大多数反对国王作为教会首长的修道院，为了夺取修道院的财产还解散了修道院，即解散修道院运动。

### 亨利八世改革的影响
解散修道院运动使英国政府的财政基础得到了加强。英格兰的教会组织虽然和天主教会分离，但教会的仪式和教义等，在亨利八世时期都留有很多天主教會的传统。当时的英国，虽然也有希望不要和天主教会分离的天主教基督徒，根本上改变教义和仪式，只是使英格兰的教会脱离教廷的支配。但是，也有人希望像欧洲大陆的宗教改革一样，在教义上也作出根本的改革。

## 爱德华六世在位时期
爱德华六世在位时，英国国教会发表了用英语写成的《公祷书》，吸取了加尔文派中介于天主教和新教两者之间的部分思想，《公祷书》的推行在英格兰西部引发了1549年的公祷书叛乱。

## 玛丽一世复辟天主教

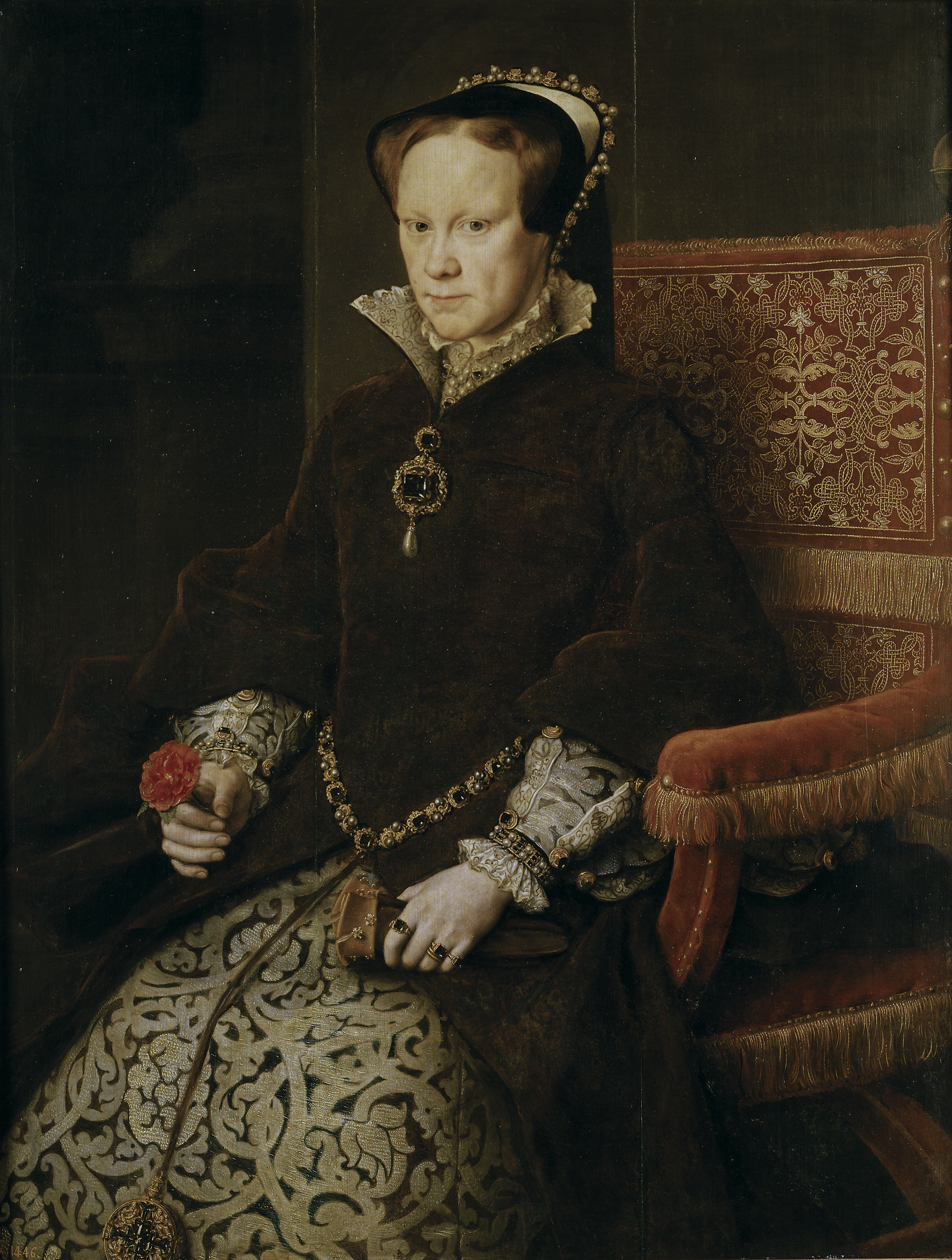
玛丽一世

爱德华六世之后继承皇位的玛丽一世，是亨利八世与凯瑟琳的女儿。她在英格兰复辟了天主教，恢复了英格兰与罗马的关系，并且与天主教国家西班牙的王子腓力结婚（结婚后腓力加冕为腓力二世）。玛丽一世视反天主教者为异端，残酷镇压宗教异见者，因此得来“血腥玛丽”的称号。她在位时的宗教镇压，使得英格兰人对于罗马教廷的反感进一步增加。

## 伊丽莎白一世在位时期

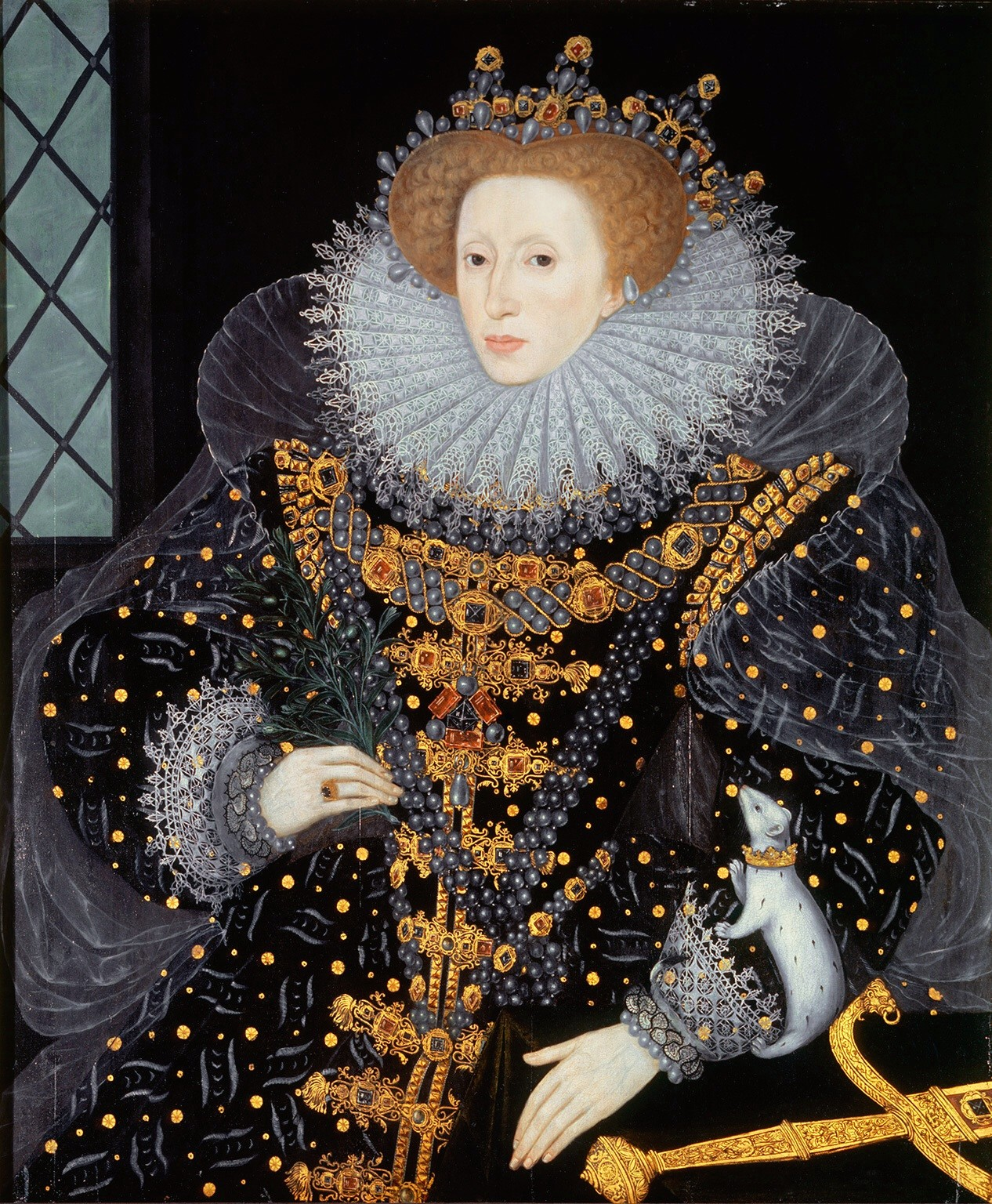
伊丽莎白一世

不得人心的玛丽一世死后，1558年安·波林的女儿伊丽莎白一世即位。她重新颁布了被废除的《至尊法案》，并且又颁布了《1558年單一法令》（又译《信仰统一法》或《统一法》），这条法令规定使用《公祷书》为义务，事实上恢复了爱德华六世时期定下的英国国教会礼拜和仪式的形式。这样，英格兰的教会再次同天主教分离，英国国教再次成为了英国的法定宗教。1563年，《三十九條教條》公布；1573年《三十九條教條》全文在教务会议通过。《三十九條教條》作为英国国教会的纲领性文件，它的作用一直发挥到现在。

## 英格兰宗教改革的影响

### 英国国内
英格兰宗教改革作为由英国王室自上而下发动的宗教改革，大大加强了王室的权力。宗教改革前收缴给羅馬教廷的什一税等全部改为缴给英国王室。而且，在全英格兰拥有广大土地的修道院也在改革中被解散，土地被王室没收，王室的财政力量大大加强。
然而，相比于欧洲大陆的宗教改革，英格兰宗教改革在教义上非常稀少，相當於只是把教會領導人從教宗改為英國君主罷了。因此，希望更为激进地改革的民众（在英格兰称为清教徒，屬喀爾文派），以及希望恢复天主教信仰的天主教基督徒，到清教徒革命为止都不断和英国国教会发生大大小小的冲突。
伊丽莎白一世駕崩后，欧洲大陆的新教思想在英国，特别是工商业者中进一步传播，他们和英国贵族以及英国国教会的矛盾激化，最终导致了清教徒革命，即英国内战。

### 国际
英格兰宗教改革在外交上等于宣布和西班牙敌对。这是因为西班牙当时是一个天主教势力十分强大的国家，它被认为是当时教宗的后盾。英国和西班牙的关系，除了和西班牙国王腓力二世结婚的玛丽一世在位时，没有任何改善，直至詹姆斯一世时期才好转。
英国国教会的教义随着大英帝国的海外扩张传播到英国以外，教义上也发生少许变化。这些海外教会和英国国教会一起，组成了新教的一派——普世圣公宗。

### 引用
1. ↑  "Henry VIII's Act of Supremacy (1534)- original text （页面存档备份，存于）" English History. David Ross and Britain Express